# هاف‌پست
هاف‌پست، سابقاً هافینگتن پست (به انگلیسی: The Huffington Post) تأسیس ۲۰۰۵، یک شرکت روزنامه‌نگاری آمریکایی است که به وسیلهٔ آریانا هافینگتن، کنت لر، جونا پرتی و اندرو برایت بارت پایه‌گذاری شده و توسط ستون‌نویس‌های مختلفی مطلب منتشر می‌کند. این سایت به انتشار خبر و طنز پرداخته و محتوای دست اول تهیه می‌کند.

## سردبیران و تاریخچه
آریانا هافینگتن تا ۲۰۱۶ سردبیر آن بود.
از نویسندگان ستون‌های این نشریه می‌توان دیپاک چوپرا و الک بالدوین را نام برد.
ای‌اوال در ژوئن ۲۰۱۵، هاف‌پست را به مبلغ ۴٫۴ میلیارد دلار خریداری کرد و این سایت بخشی از ورایزن کامیونیکیشنز شد. در نوامبر ۲۰۲۰، بازفید این شرکت را تصاحب کرد. هفته‌ها پس از خرید، بازفید ۴۷ کارمند هاف‌پست در ایالات متحده (عمدتا روزنامه‌نگاران) را اخراج کردو هاف‌پست کانادا را تعطیل کرد و ۲۳ کارمند را که برای بخش‌های کانادا و کبک این شرکت کار می‌کردند نیز اخراج نمود.

## نسخه‌های محلی
- در بهار ۲۰۰۷، اولین نسخه محلی، هاف‌پست شیکاگو، راه اندازی شد.[۱۱]

- در ژوئن ۲۰۰۹ ، هاف‌پست نیویورک راه اندازی شد.

- هاف‌پست دنور در ۱۵ سپتامبر ۲۰۰۹راه اندازی شد.

- هاف‌پست لس آنجلس در ۲ دسامبر ۲۰۰۹ راه اندازی شد.

- هاف‌پست سان فرانسیسکو در ۱۲ ژوئیه ۲۰۱۱ راه اندازی شد.

- هاف‌پست دیترویت در ۱۷ نوامبر ۲۰۱۱ راه اندازی شد.

- هاف‌پست میامی در نوامبر ۲۰۱۱ راه اندازی شد.

- هاف‌پست هاوایی با همکاری گزارش تحقیقی آنلاین و سرویس اخبار امور عمومی هونولولو سیویل بیت در ۴ سپتامبر ۲۰۱۳ راه اندازی شد.

ویکی لینک

## نسخه‌های بین‌المللی
- در ۲۶ مه ۲۰۱۱، هاف‌پست کانادا، اولین نسخه بین‌المللی، راه‌اندازی شد. [۱۲]پس از خرید هاف‌پست توسط بازفید، در ۹ مارس ۲۰۲۱ اعلام شد که هاف‌پست کانادا انتشار محتوا را متوقف می‌کند و فعالیت خود را در هفته بعد به عنوان بخشی از یک اقدام جهت طرح بازسازی گسترده تر برای شرکت متوقف کرد.[۱۳][۱۴]

- در۶ ژوئیه۲۰۱۱، هافینگتون پست انگلستان راه اندازی شد.[۱۵]

- در ۲۳ ژانویه ۲۰۱۲، هافینگتون پست، با مشارکت لو موند و نسخه های جدید ایندیپندنت، هافینگتون پست را که یک نسخه فرانسوی زبان و اولین نسخه در یک کشور غیر انگلیسی زبان بود، راه اندازی کرد.[۱۶]

- در ۸ فوریه ۲۰۱۲، نسخه دیگری به زبان فرانسه در کبک راه اندازی شد.[۱۷]

- در ۱ مه ۲۰۱۲، یک نسخه اسپانیایی زبان مستقر در ایالات متحده با نام  هاف‌پست راه اندازی شد و جایگزین AOL لاتین شد.[۱۸]

در ژوئن ۲۰۱۲، نسخه برای اسپانیا، هاف‌پست، راه اندازی شد.
- در ۶ می ۲۰۱۳، نسخه ای برای ژاپن با همکاری اسای شیمبون، اولین نسخه در یک کشور آسیایی، راه اندازی شد.[۲۰]

- در ۲۴سپتامبر ۲۰۱۳، یک نسخه ایتالیایی، هافینگتون پست، به کارگردانی روزنامه نگار لوسیا آنانزیاتا با همکاری شرکت رسانه ای گروه انتشارات اسپرسو راه اندازی شد.[۲۱]

- در ژوئن ۲۰۱۳، هافینگتون پست، سومین نسخه فرانسوی زبان، برای منطقه فرانسوی مغرب راه اندازی شد.[۲۲] در ۳ دسامبر ۲۰۱۹، نسخه مغرب بسته شد.[۲۳]

- در ۱۰ اکتبر ۲۰۱۳، هافینگتون پست آلمان مستقر در مونیخ با همکاری مجله لیبرال-محافظه کار فوکوس راه اندازی شد که اروپای آلمانی زبان را پوشش می داد.[۲۴]در ۱۱ژانویه ۲۰۱۸، اعلام شد که نسخه آلمانی زبان در ۳۱ مارس ۲۰۱۸تعطیل خواهد شد.[۲۵]

- در ژانویه ۲۰۱۴، آریانا هافینگتون و نیکلاس برگروئن راه اندازی پست جهانی را اعلام کردند که با مشارکت موسسه برگ روئن ایجاد شد.[۲۶] تونی بلر، نخست وزیر سابق بریتانیا، اریک اشمیت، مدیر عامل گوگل، جاناتان فرانزن، رمان نویس، و یویو ما، نوازنده، از جمله مشارکت کنندگان آن هستند.

- در ۲۹ ژانویه ۲۰۱۴، نسخه برزیلی به نام برزیل پست، با مشارکت گروه آبریل ، اولین در آمریکای لاتین، راه اندازی شد. برزیل پست بعداً در سال ۲۰۱۵ به هافینگتون پست برزیل تغییر نام داد،  سپس هاف‌پست  برزیل. در نوامبر ۲۰۲۰، این نسخه به دنبال خرید بازفید بسته شد.

در فوریه ۲۰۱۴، یک نسخه به زبان کره ای در کره جنوبی با مشارکت روزنامه محلی چپ میانه هانکیوره منتشر شد.
- در سپتامبر ۲۰۱۴، راه اندازی برنامه ریزی شده برای سایت های یونان، هند و همچنین هاف‌پست عربی، نسخه عربی این وب سایت، اعلام شد.

- در ۱۸اوت ۲۰۱۵، هاف‌پست استرالیا راه اندازی شد.

- در ۲۱ نوامبر ۲۰۱۶، هاف‌پست آفریقای جنوبی، اولین نسخه زیر صحرای این برند، با مشارکت مدیا ۲۴ راه اندازی شد. با پایان همکاری با مدیا ۲۴در سال ۲۰۱۸، نسخه آفریقای جنوبی متوقف شد.